# Sticherus cubensis
Sticherus cubensis là một loài dương xỉ trong họ Gleicheniaceae. Loài này được Underw. J. Gonzales mô tả khoa học đầu tiên năm 2011.